# جوليا موريارتي
جوليا موريارتي (بالإنجليزية: Julia Moriarty)‏ مواليد 3 ديسمبر 1988 في أديليد، هي لاعبة كرة مضرب أسترالية بدأت مسيرتها كمحترفة سنة 2005 تلعب باليد اليمنى. أعلى تصنيف لها في الفردي كان المركز الـ 615 في سنة 2010. أعلى تصنيف لها في الزوجي كان المركز الـ 486 في سنة 2009.

## روابط خارجية
- جوليا موريارتي على موقع رابطة محترفات التنس (الإنجليزية)
- جوليا موريارتي على موقع الاتحاد الدولي لكرة المضرب (الإنجليزية)
- جوليا موريارتي على موقع كأس بيلي جين كينغ (الإنجليزية)
- جوليا موريارتي على موقع خلاصة التنس.كوم (الإنجليزية)